# Liste des lieutenants-généraux ou baillis de Sancerre
Cet article présente une liste des lieutenants-généraux ou baillis de Sancerre de 1470 jusqu'en l'an 8 de la République.
Les personnes de la liste ont détenu la haute autorité et les pouvoirs de basse et de haute justice que les comtes de Sancerre leur avait délégués. En effet, les comtes et comtesses n'étaient que peu présents dans leur comté et géraient leurs affaires par l’intermédiaire de lieutenants et baillis les représentant sur place.

## Liste des lieutenants-généraux et baillis de la ville et du comté
| Début | Fin      | Identité |
| ----- | -------- | --- |
| ?     | 11356\|? | Jean de Quevossart, bailli du comte de Sancerre.                                                                           |
| 1470  | 1478     | Guillaume Surde |
| 1478  | 1495     | Jean de La Barre |
| 1495  | 1506     | Guillaume Girard |
| 1506  | 1514     | François Estenart, seigneur de Lagrange                                                                                    |
| 1514  | 1539     | Nicolas de Gaunay, seigneur d'Azy                                                                                          |
| 1539  | 1556     | Noel Benier |
| 1556  | 1568     | Claude Duperier |
| 1568  | 1572     | Guillaume Johanneau, frère du bailli                                                                                       |
| 1572  | 1574     | André Clément, bailli du comté de Sancerre, propriétaire d'une maison au 4 Place de Panneterie; rue Saint-Père à Sancerre. |
| 1574  | 1590     | Pierre Flagy, licencié es lois, bailli des ville et comté de Sancerre.                                                     |
| 1590  | 1615     | Alexandre Flagy |
| 1615  | 1625     | Gilbert Michel |
| 1625  | 1627     | Alexandre Flagy |
| 1627  | 1632     | David Perrinet |
| 1632  | 1663     | Étienne Millet des Bresses                                                                                                 |
| 1663  | 1685     | Étienne Millet, seigneur de Gardefort                                                                                      |
| 1685  | 1689     | Louis-Joseph Bernot de Charant                                                                                             |
| 1689  | 1692     | Gilbert Coquelin |
| 1692  | 1747     | Thibault Nizon |
| 1747  | 1789     | François-Marie Desbans |
| 1789  | 1790     | Dagoret |
| 1790  | an 8     | M. Buchet du Pavillon, président du Tribunal du District                                                                   |
| an 8  | an       | M. Remy Albert, président du Tribunal d'Arrondissement                                                                     |

## Sources
- Étienne de Blois-Champagne, premier comte de Sancerre, Jacques Faugeras, p. 211